# Groot-Gelmen

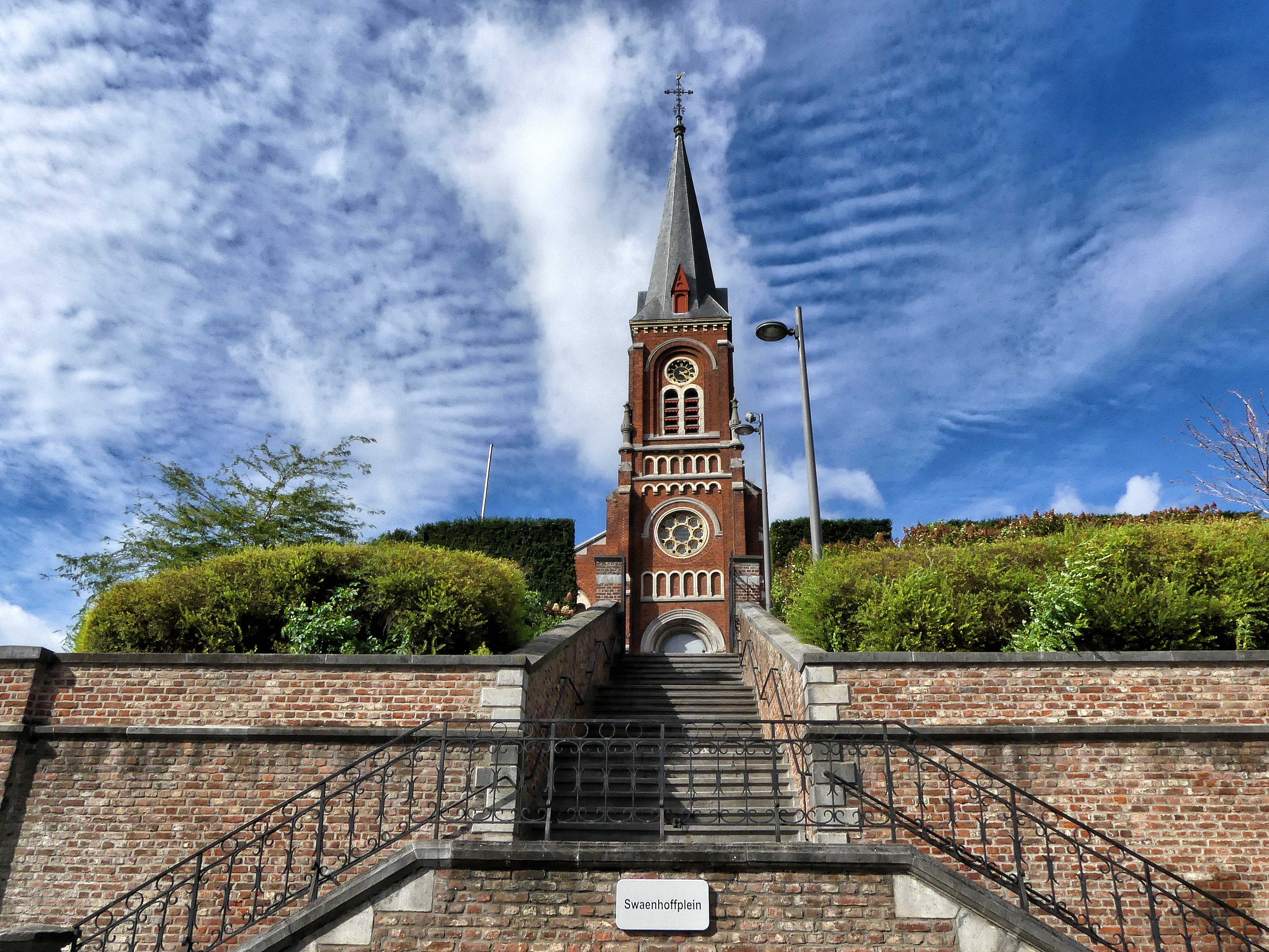
Sint-Martinuskerk

Groot-Gelmen (Frans: Grande-Jamine; Waals: Gronde-Djâmène) is een dorp in de Belgische provincie Limburg en een deelgemeente van Sint-Truiden, het was een zelfstandige gemeente tot aan de gemeentelijke herindeling van 1971.
Groot-Gelmen is een Haspengouws landbouw- en woondorp aan de Herk die de oostgrens vormt. De Romeinse heerweg Tongeren - Bavay vormt de noordgrens van het dorp dat op 8 kilometer ten zuidoosten van Sint-Truiden ligt.

## Etymologie
Groot-Gelmen werd voor het eerst vermeld in 966 als Galmina, Germaans voor "korenschoven".

## Geschiedenis
Het dorp was een leen van het graafschap Loon. In 966 werd het door Graaf Immo geschonken aan de Dom van Aken. Daarna werd Groot-Gelmen een deel van de heerlijkheid Gelinden en rechtstreeks bezit van het prinsbisdom Luik. Op het grondgebied bevond zich nog een tweede leen, namelijk Ten Motten dat afhing van het hof van Luik.
In 1795 bij het ontstaan van de gemeenten werd Groot-Gelmen een zelfstandige gemeente. Het bleef lange tijd een landbouwdorp en evolueerde langzaam naar een woondorp. In 1971 werd de gemeente opgeheven en ging Groot-Gelmen samen met Engelmanshoven, Gelinden en Klein-Gelmen deel uitmaken van de nieuwe fusiegemeente Gelmen. In 1977 werd Gelmen reeds opgeheven en werd Groot-Gelmen een deelgemeente van Sint-Truiden.

## Andere bezienswaardigheden
- Het Kasteel de Motte, een kasteel uit de 19e eeuw op een motte waar vanaf 1342 een burcht stond.
- De Sint-Martinuskerk, uit 1880.
- De watertoren uit 1914, gesloopt.
- Herberg De Zwaan, uit 1656.
- Vierkantshoeven uit de 18e en 19e eeuw.

## Natuur en landschap
Groot-Gelmen ligt op de grens van Droog- en Vochtig-Haspengouw. De oostgrens wordt gevormd door de vallei van de Herk. De Romeinse heerweg Tongeren - Bavay vormt de noordgrens van de deelgemeente. Landbouw en met name fruitteelt vormen de bestaansmiddelen.

## Demografische ontwikkeling
Bronnen: NIS 1831 t/m 1970=volkstellingen

## Nabijgelegen kernen
Rijkel, Brustem, Engelmanshoven, Klein-Gelmen, Hoepertingen
Deelgemeenten: Aalst · Brustem · Duras · Engelmanshoven · Gelinden · Gorsem · Groot-Gelmen · Halmaal · Kerkom-bij-Sint-Truiden · Ordingen · Runkelen · Sint-Truiden · Velm · Wilderen · Zepperen

Overige kernen: Bevingen · Kortenbos · Melveren · Metsteren · Senselberg

Belgische gemeenten · Arrondissement Hasselt · Limburg · Vlaanderen